# Чёрная луна (фильм)
«Чёрная луна» (англ. Black Moon) — сюрреалистический англоязычный кинофильм французского режиссёра Луи Маля, вышедший в 1975 году. 
По словам режиссёра Луи Маля, картину следует считать «фильмом, находящимся за пределами реальности». В то же время в «Чёрной луне» содержится вполне реалистический подтекст, связанный с активизацией феминистского движения в семидесятых годах. В фильме, по признанию самого режиссёра, есть очевидная связь с «Алисой в стране чудес» Льюиса Кэрролла.

## Сюжет
Молодая девушка по имени Лили (Кэтрин Харрисон) на рассвете едет по пустынному шоссе, сбивая барсука. Она видит сражение между отрядами мужчин и отрядами женщин, а затем её останавливает на шоссе мужской военный отряд, который расстреливает нескольких женщин. Лили удаётся скрыться, съехав с шоссе. Через некоторое время она вынуждена оставить машину и дальше идти пешком по сельской местности. Она видит группу женщин в военной форме, избивающей мужчину, стадо овец рядом с повесившимся пастухом, женщину на чёрной лошади, группу голых маленьких детей, пасущих свинью, а также серо-коричневого единорога. В конце концов Лили подходит к особняку, внутри которого никого нет, хотя везде зажжены камины.
В одной из комнат Лили наконец находит пожилую женщину, лежащую в кровати и разговаривающую с ручной крысой на непонятном языке. Позже женщина связывается с кем-то по радио и начинает описывать внешность Лили и произошедшие с ней события, свидетельницей которых женщина не могла быть. Лили слышит пение во дворе и видит там мужчину, но когда она выбегает, его уже нет. Вернувшись, Лили сталкивается с тем, что начинают звонить множество будильников, которые она выбрасывает в окно. Женщина начинает задыхаться, но когда Лили подходит к ней, начинает душить девушку. Лили ударяет женщину, и та умирает. На улице Лили встречает поющего мужчину, а затем его сестру. Они оба молчат, но телепатически сообщают Лили о том, что каждого из них тоже зовут Лили. Лили говорит им, что их мать умерла, но позже все они поднимаются наверх и оказывается, что женщина жива, причём Лили-сестра кормит её грудью. На улице Лили находит труп убитой женщины-солдата, которую Лили-брат хоронит в могиле. Также она снова видит единорога, который начинает говорить с ней, упрекая её в том, что она топтала ногой цветы, которые молили о пощаде. После этого единорог удаляется со словами, что теперь он вернётся только через 154 года.
Лили возвращается в дом, где Лили-сестра кормит ужином голых детей. Затем Лили поднимается к пожилой женщине и кормит её грудью. Вечером она оказывается в зале, где собрались дети, она садится за пианино и играет музыку из оперы «Тристан и Изольда», а дети поют. Утром Лили обнаруживает, что она осталась одна. В комнате пожилой женщины она видит картину, на которой Равана обрубает саблей крылья Джатаю, а рядом стоит похищенная им Сита. Появляются Лили-брат и Лили-сестра, и брат саблей убивает ястреба, влетевшего в окно. Выйдя на улицу, брат и сестра начинают драться, пытаясь убить друг друга. Лили ложится на кровать, где раньше лежала женщина. Она включает радио, но никто не отзывается. Лили засыпает, а проснувшись, видит возле камина единорога. Она просит его подождать и готовится кормить его грудью.

## В ролях
- Кэтрин Харрисон (англ.) — Лили
- Тереза Гизе — старая леди
- Александра Стюарт — сестра Лили
- Джо Даллесандро — брат Лили

## Премии и награды
В 1976 году фильм был удостоен премии «Сезар» в двух номинациях: за лучший звук и лучшую операторскую работу.